# Heather Bratton
Heather Bratton, född 25 juni 1987 i Tampa, Florida, USA, död 22 juli 2006 i New Jersey, USA, var en amerikansk fotomodell, som bland annat varit på omslaget på italienska Vogue och arbetat för Prada, Gucci, Burberry, Dior, Marc Jacobs och Chanel.
Bratton omkom i en bilolycka i New Jersey. Den taxi hon färdades i fick motorstopp på motorvägen och blev påkörd bakifrån av en stadsjeep, och båda bilarna fattade eld.